# Cantone di Sault
Il Cantone di Sault era una divisione amministrativa dell'arrondissement di Carpentras.
È stato soppresso a seguito della riforma complessiva dei cantoni del 2014, che è entrata in vigore con le elezioni dipartimentali del 2015.
Comprendeva i comuni di:
- Aurel
- Monieux
- Saint-Christol
- Saint-Trinit
- Sault